# تاريخ شعب

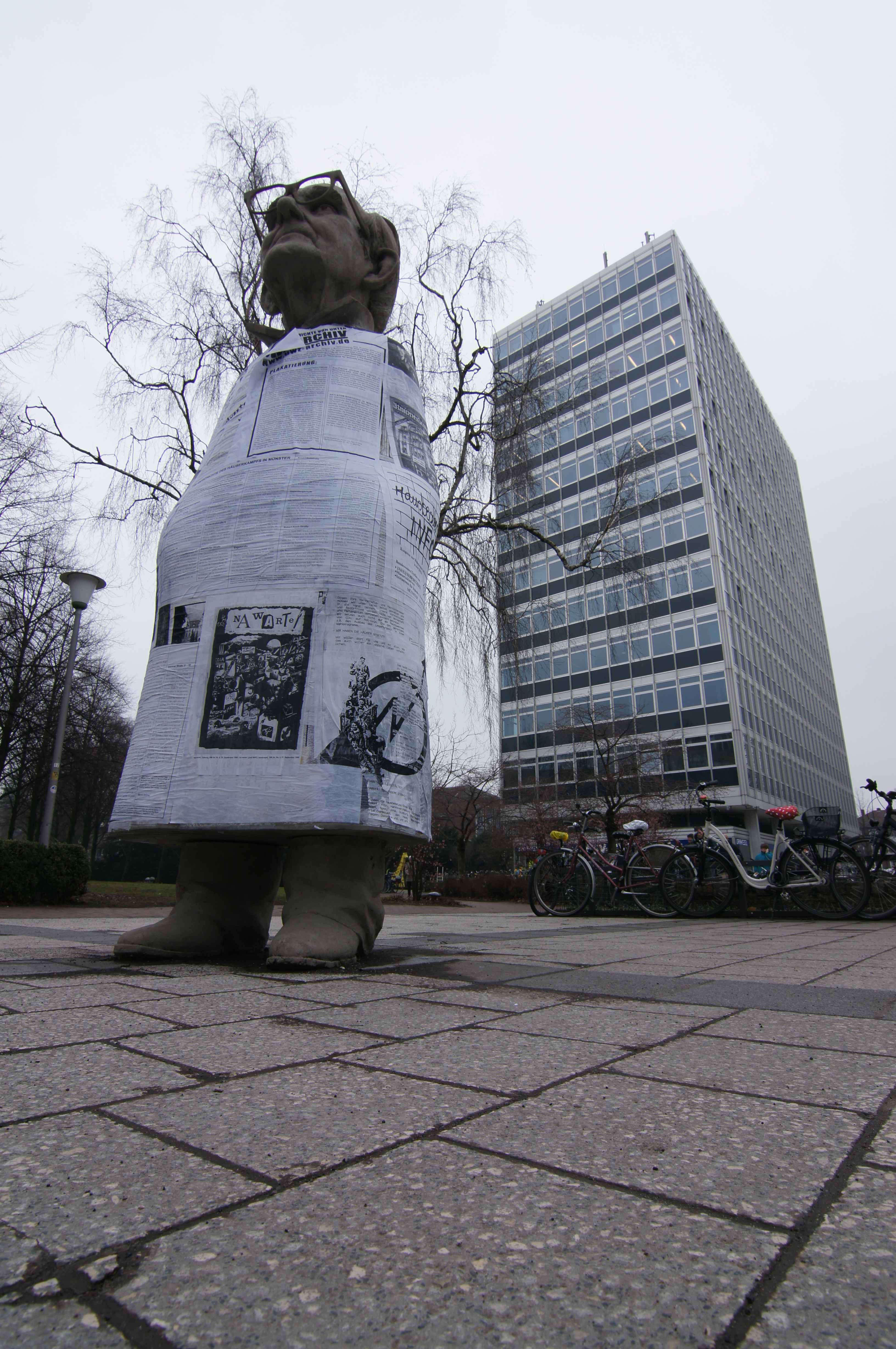

تاريخ الشعب أو التاريخ من الأسفل(بالإنجليزية: People's history or history from below)‏ هو نوع من السرد التاريخي الذي يحاول تفسير الأحداث التاريخية من منظور عامة الناس بدلاً من القادة، ويكون هناك تأكيد على المجموعات المنزوع حقها في الاقتراع والتي تعاني من الاستبدادية والفقر والمهمشة، عادة ما يكون المؤلفون على اليسار ولديهم نموذج ماركسي في الاعتبار كما هو الحال في نهج حركة ورشة عمل التاريخ في بريطانيا في الستينيات.

## «التاريخ من الأسفل» و «تاريخ الشعب»
استخدم لوسيان فيبر لأول مرة عبارة «التاريخ يُرى من الأسفل وليس من الأعلى» في عام 1932 عندما امتُدِح ألبرت ماثيز على سعيه لإخبار «تاريخ الجماهير وليس النجوم»، كما تم استخدامه في عنوان كتاب AL Morton لعام 1938«تاريخ الشعب في إنجلترا»، ومع ذلك كان تاريخ مقال إدوارد بالمر تومبسون من الأسفل في ملحق التايمز الأدبي (1966) هو الذي جلب العبارة إلى مقدمة التأريخ منذ السبعينيات، كما تم تعميمه بين غير المؤرخين من قبل كتاب «تاريخ الشعب في الولايات المتحدة» لهوارد زين عام 1980.
وقد أشار غاي بينر إلى أن «حاملي العلم الماركسيين الجدد من الأسفل قد لجأوا في بعض الأحيان إلى مفاهيم مثالية وغيرمعقدة بما فيه الكفاية عن» الشعب «، ينسبون لهم دون داع قيم تقدمية فطرية».

## الوصف
إن تاريخ الشعب هو التاريخ باعتباره قصة الحركات الجماهيرية والغريبة، الأفراد الذين لم يتم تضمينهم في الماضي في نوع آخر من الكتابة عن التاريخ هم جزء من التركيز الأساسي للنظرية من التاريخ إلى الأسفل، والذي يتضمن المجموعات المنزوع حقها في الاقتراع والتي تعاني من الاستبدادية والفقر والمهمشة، عادة ما تركز هذه النظرية أيضًا على الأحداث التي تحدث في ملء الوقت، أو عندما تسبب موجة ساحقة من الأحداث الصغيرة حدوث تطورات معينة.
هذا النهج التحريري لكتابة التاريخ يتعارض بشكل مباشر مع الأساليب التي تميل إلى التأكيد على شخصيات عظيمة واحدة في التاريخ يشار إليها باسم نظرية الرجل العظيم، حيث أنه يجادل بأن العامل الدافع للتاريخ هو الحياة اليومية للناس العاديين ووضعهم الاجتماعي ومهنتهم، هذه هي العوامل التي «تدفع وتجذب» الآراء وتسمح بتطور الاتجاهات، على عكس الأشخاص العظماء الذين يقدمون الأفكار أو يبدأون الأحداث.
في كتابه «تاريخ الشعب في الولايات المتحدة» كتب هوارد زين: «إن تاريخ أي بلد قُدِم على أنه تاريخ عائلة، يُخفي تضاربًا شرسًا في المصالح (ينفجر أحيانًا، وغالبًا ما يُقمع) بين الفاتحين والغزو، السادة والعبيد، الرأسماليين والعمال، المسيطرون والمهيمنون على العرق والجنس، وفي عالم الصراع هذا عالم من الضحايا والجلادين، فإن مهمة التفكير هي كما اقترح ألبرت كامو ألا تكون إلى جانب الجلادين».

## روابط خارجية
- libcom.org/history - موقع peoplehistory.co.uk سابقًا، وهو موقع لتاريخ الشعب